# 伊孔古
21°52′59″S 47°25′59″E / 21.88306°S 47.43306°E

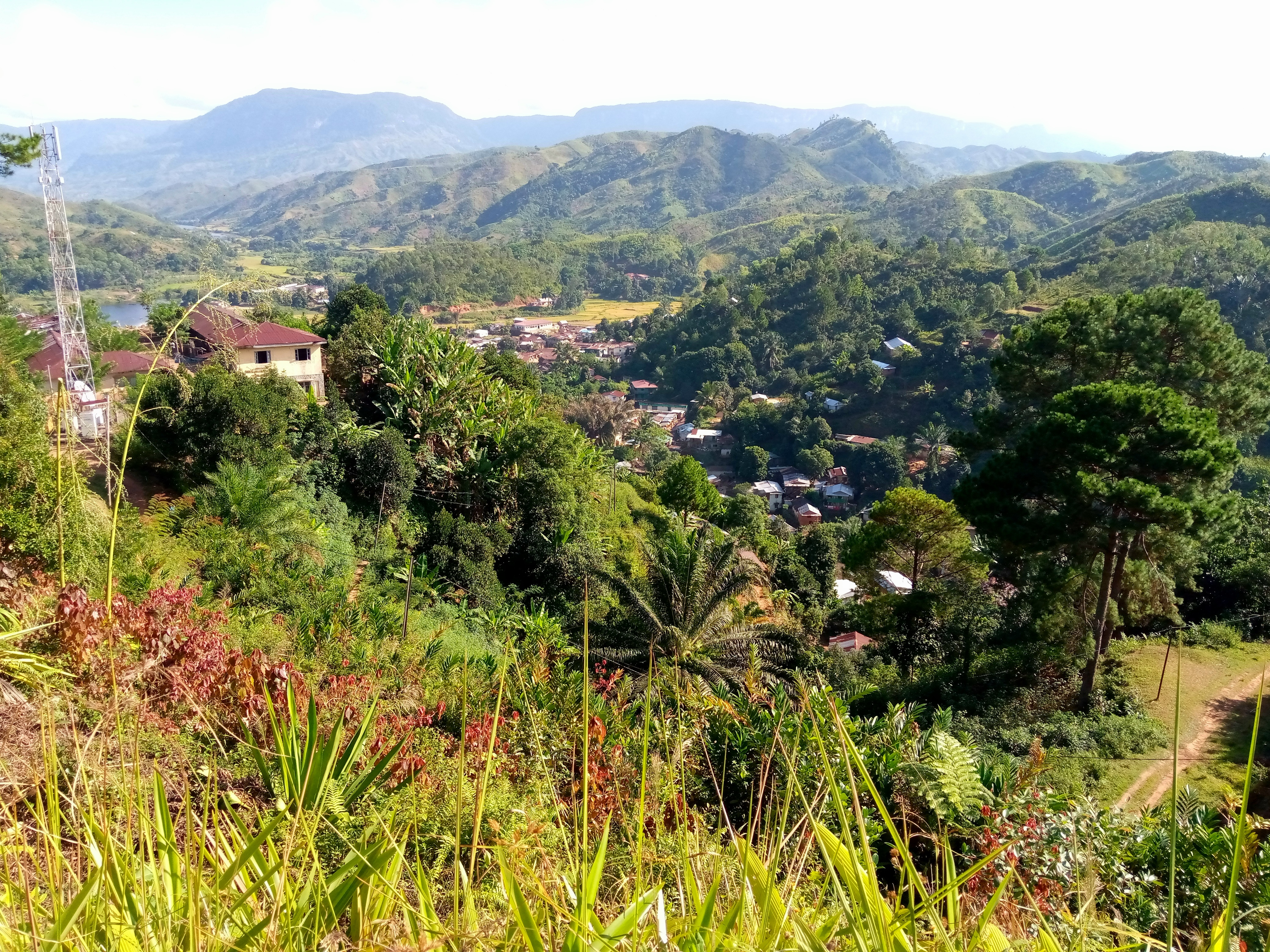
伊孔古

伊孔古是馬達加斯加的城鎮，位於該國東部，由法土法韋-非圖韋那尼區負責管轄，是伊孔古區的首府，海拔高度280米，主要經濟活動是農業，2005年人口33,892人。